# Principiul echivalenței
Principiul echivalenței este principiul de la baza teoriei relativității generale publicate de Albert Einstein în 1915, la fel cum principiul constanței vitezei luminii a stat la baza relativității speciale, finalizată încă din 1905.
Conform acestui principiu, masa inerțială a unui corp este similară cu masa gravitațională. Astfel, cele două mase din relațiile {\displaystyle F\,=\,m\cdot a}, respectiv {\displaystyle G\,=\,m\cdot g} sunt echivalente...

## Dezvoltarea teoriei gravitaționale
Ceva asemănător cu principiul echivalenței a apărut la începutul secolului al XVII-lea, când Galileo a arătat experimental că accelerarea unei mase de test datorată gravitației este independentă de cantitatea de masă care este accelerată.
Kepler, folosind descoperirile lui Galileo, a evidențiat principiul echivalenței prin descrierea exactă a ceea ce s-ar întâmpla dacă luna ar fi oprită pe orbită și ar cădea spre Pământ. Acest lucru poate fi dedus fără să se știe dacă sau în ce mod gravitația scade cu distanța, dar presupune asumarea echivalenței dintre gravitație și inerție.

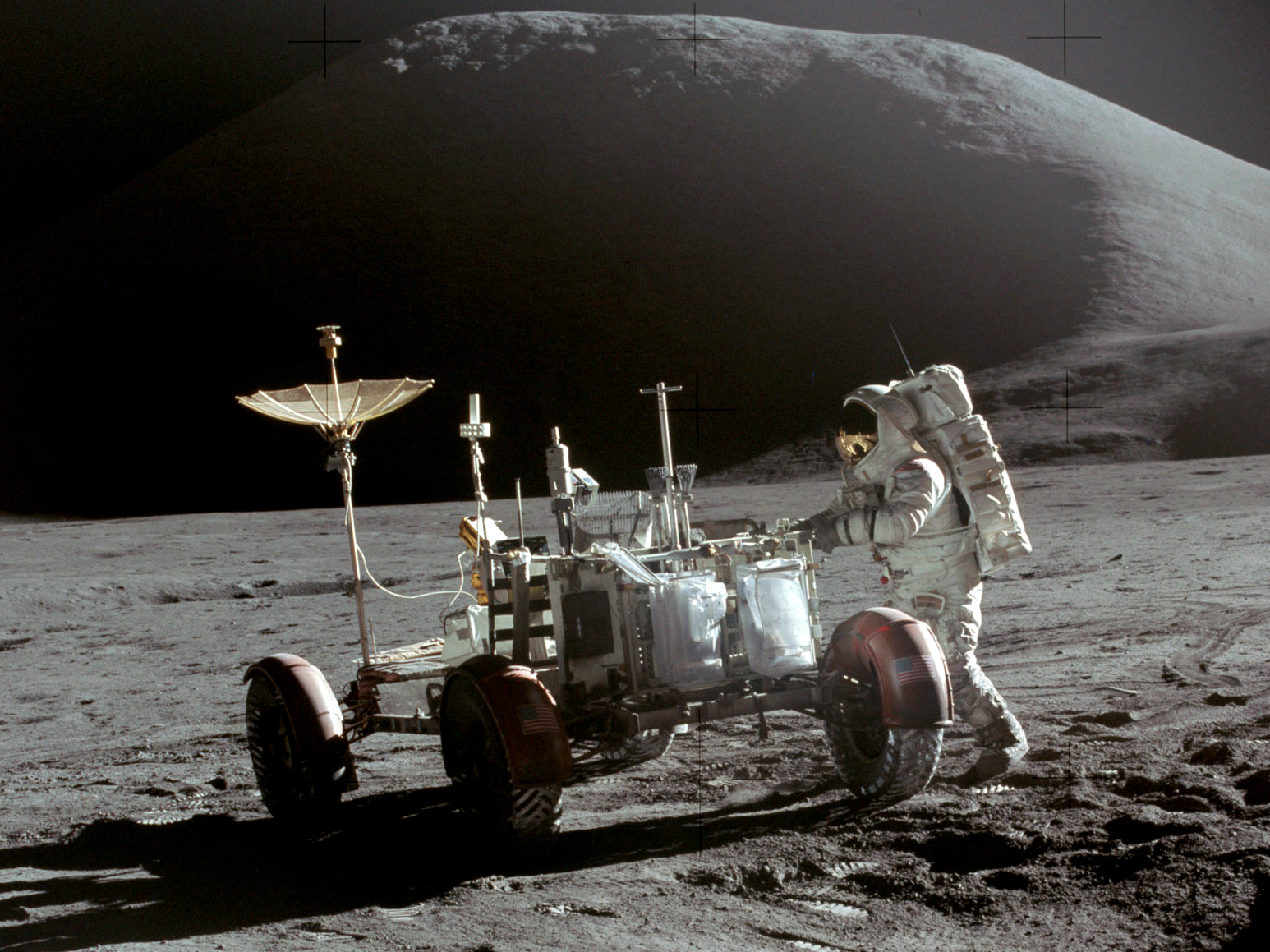
În timpul misiunii Apollo 15 în 1971, s-a văzut că Galileo avea dreptate: accelerarea este aceeași pentru toate corpurile supuse gravitației pe Lună, chiar și pentru un ciocan și o pană. În imagine: Jim Irwin cu vehiculul lunar Roving pe prima suprafață lunară, EVA, Apollo 15

”Dacă două pietre ar fi așezate în orice parte a lumii una lângă cealaltă și dincolo de sfera lor de influență a un al treilea corp înrudit, aceste pietre, ca două ace magnetice, s-ar uni în punctul intermediar, fiecare apropiindu-se de cealaltă printr-un spațiu proporțional cu masa comparativă a celuilalt. Dacă luna și pământul 	nu ar fi ținute în orbitele lor prin forța lor animală sau un alt echivalent, pământul ar urca spre Lună cu 1/54 din distanța lor și Luna va cădea spre Pământ cu celelalte 53/54 părți, și s-ar întâlni acolo, presupunând totuși că substanța ambelor este de aceeași densitate.”
- Kepler, "Astronomia Nova", 1609
Raportul 1/54 este estimarea lui Kepler a raportului dintre masele Lunii și Pământului, în funcție de diametrele lor.
Principiul echivalenței a fost introdus în mod corespunzător de Albert Einstein în 1907, când a observat că accelerația corpurilor spre centrul pământului la o viteză de 1g (g = 9,81 m/s2 fiind o referință standard a accelerației gravitaționale la suprafața Pământului) este echivalentă cu accelerarea unui corp care se mișcă inerțial care ar fi observat pe o rachetă în spațiu liber fiind accelerat la o viteză de 1g. Einstein a declarat astfel:
”noi [...] ne asumăm echivalența fizică completă a unui câmp gravitațional și a unei accelerații corespunzătoare a sistemului de referință.”
- Einstein, 1907
Adică, a fi pe suprafața Pământului echivalează cu a fi în interiorul unei nave spațiale (departe de orice sursă de gravitație) care este accelerată de motoarele sale. Direcția sau vectorul echivalenței de accelerație de pe suprafața Pământului este "în sus" sau direct opus centrului planetei, în timp ce vectorul de accelerare într-o navă spațială este direct opus maselor ejectate de propulsoarele sale. Din acest principiu, Einstein a dedus că această cădere liberă este o mișcare inerțială. Obiectele în cădere liberă nu își dau seama că sunt accelerate în jos (de exemplu spre pământ sau alt corp masiv), ci mai degrabă simt scăderea greutății și nu accelerarea. Într-un cadru inerțial de referință corpurile (și fotonii sau lumina) se supun primei legi a lui Newton, care se mișcă la viteză constantă în linii drepte. În mod analog, într-un timp spațial curbat, linia de univers a unei particule inerțiale sau pulsul luminii este cât se poate de dreaptă (în spațiu și timp). O astfel de linie de univers este numită geodezică și, din punctul de vedere al cadrului inerțial, este o linie dreaptă. Acesta este motivul pentru care un accelerometru în cădere liberă nu înregistrează nici o accelerare; nu există niciuna.
Ca exemplu: un corp inerțial care se deplasează de-a lungul unui spațiu geodezic prin spațiu poate fi prins într-o orbită în jurul unei mase gravitaționale mari, fără a avea vreodată o accelerație. Acest lucru este posibil deoarece timpul spațial este curbat radical în imediata vecinătate a unei mase gravitaționale mari. Într-o astfel de situație, liniile geodezice se îndoaie în jurul centrului masei și un corp inerțial liber-plutitor (fără greutate) va urma pur și simplu acele geodezii curbate într-o orbită eliptică. Un accelerometru la bord nu ar înregistra nicio accelerare.)
Dimpotrivă, în mecanica newtoniană, gravitația se presupune a fi o forță. Această forță atrage obiecte având masă spre centrul oricărui corp masiv. La suprafața Pământului, forța gravitației este contracarată de rezistența mecanică (fizică) a suprafeței Pământului. Astfel, în fizica newtoniană, o persoană în repaos pe suprafața unui obiect masiv (non-rotativ) se află într-un cadru de referință inerțial. Aceste considerații sugerează următorul corolar al principiului echivalenței, pe care Einstein l-a formulat abia în 1911:
Ori de câte ori un observator detectează prezența locală a unei forțe care acționează asupra tuturor obiectelor în proporție directă cu masa inerțială a fiecărui obiect, acel observator se află într-un cadru accelerat de referință.
Einstein a făcut referire și la două cadre de referință, K și K'. K este un câmp gravitațional uniform, în timp ce K' nu are un câmp gravitațional, dar este accelerat uniform astfel încât obiectele din cele două cadre să aibă forțe identice:
”Se ajunge la o interpretare foarte satisfăcătoare a acestei legi a experienței dacă presupunem că 	sistemele K și K' sunt fizic exact echivalente, adică dacă presupunem că putem considera la fel de bine sistemul K într-un spațiu liber din câmpurile gravitaționale, dacă privim atunci când K este accelerat uniform. Această presupunere a echivalenței fizice exacte ne pune în imposibilitatea de a vorbi despre accelerarea absolută a sistemului de referință, la fel cum teoria obișnuită a relativității ne interzice să vorbim despre viteza 	absolută a unui sistem; și face ca egalitatea căderii tuturor corpurilor într-un câmp gravitațional să pară o chestiune obligatorie.”
- Einstein, 1911
Această observație a fost începutul unui proces care a culminat cu relativitatea generală. Einstein a sugerat că ar trebui să fie ridicat la statutul unui principiu general pe care l-a numit "principiul echivalenței" atunci când a construit teoria relativității:
”Atâta timp cât ne limităm la procese pur mecanice în domeniul în care se află mecanica lui Newton, suntem 	siguri de echivalența sistemelor K și K'. Dar această viziune a noastră nu va avea nicio semnificație mai profundă dacă sistemele K și K' nu sunt echivalente cu toate procesele fizice, adică dacă legile naturii cu privire la K nu sunt în totalitate în acord cu cele referitoare la K'. ”Considerând 	acest lucru, ajungem la un principiu care, dacă este adevărat, are o mare importanță euristică. Din perspectiva teoretică a proceselor care se desfășoară relativ la un sistem de referință cu o accelerare uniformă, obținem informații despre procese într-un câmp gravitațional omogen.”
- Einstein, 1911
Einstein a combinat (postulat) principiul de echivalență cu relativitatea specială pentru a prezice că ceasurile funcționează la viteze diferite într-un potențial gravitațional și razele luminoase se îndoaie într-un câmp gravitațional, chiar înainte de a dezvolta conceptul de spațiu curbat.
Deci, principiul original de echivalență, așa cum a fost descris de Einstein, a concluzionat că mișcarea liberă și mișcarea inerțială erau fizic echivalente. Această formă a principiului de echivalență poate fi stabilită după cum urmează. Un observator într-o cameră fără ferestre nu poate distinge între a fi pe suprafața Pământului și a fi într-o navă spațială în spațiul cosmic cu o accelerație 1g. Acest lucru nu este strict adevărat, deoarece corpurile masive dau naștere unor efecte de maree (cauzate de variațiile forței și direcției câmpului gravitațional) care lipsesc la o navă spațială accelerată în spațiu cosmic. Prin urmare, camera ar trebui să fie suficient de mică încât efectele de maree să poată fi neglijate.
Deși principiul echivalenței a condus dezvoltarea relativității generale, acesta nu este un principiu fondator al relativității, ci mai degrabă o simplă consecință a naturii geometrice a teoriei. În relativitatea generală, obiectele în cădere liberă urmează geodezica spațiutimp, și ceea ce percepem ca forță a gravitației este în schimb un rezultat al faptului că nu putem să urmăm acele geodezice ale spațiutimpului, deoarece rezistența mecanică a materiei ne împiedică să facem acest lucru.
De vreme ce Einstein a dezvoltat relativitatea generală, a existat nevoia de a dezvolta un cadru pentru a testa teoria împotriva altor posibile teorii ale gravitației compatibile cu relativitatea specială. Acest lucru a fost dezvoltat de Robert Dicke ca parte a programului său de testare a relativității generale. S-au sugerat două noi principii, așa-numitul principiu de echivalență Einstein și principiul puternic de echivalență, fiecare dintre ele presupunând ca punct de plecare un principiu slab de echivalență. Ele diferă numai dacă se aplică sau nu la experimentele gravitaționale.
O altă clarificare necesară este aceea că principiul echivalenței presupune o accelerație constantă de 1g fără a lua în considerare mecanica generării 1g. Dacă luăm în considerare mecanica aceasta, atunci trebuie să presupunem că în cazul camerei fără ferestre menționată mai sus aceasta are o masă fixă. Accelerarea la 1g înseamnă că se aplică o forță constantă, m*g, unde m este masa camerei fără ferestre, împreună cu conținutul acesteia (inclusiv observatorul). Acum, dacă observatorul sare în sus în interiorul camerei, un obiect care se află liber pe podea va scădea momentan în greutate, deoarece accelerația va scădea momentan datorită faptului că observatorul împinge în podea pentru a sări. Obiectul va câștiga apoi greutate în timp ce observatorul este în aer și masa scăzută rezultată a camerei fără ferestre permite o accelerare mai mare; va pierde din greutate din nou când observatorul va ateriza și va împinge încă o dată pe podea; și va reveni la greutatea inițială după aceea. Pentru a face ca toate aceste efecte să fie egale cu cele pe care le-am măsura pe o planetă producătoare de 1g, trebuie să presupunem că acea cameră fără ferestre are aceeași masă ca acea planetă. În plus, camera fără ferestre nu trebuie să cauzeze propria gravitație, altfel scenariul se modifică și mai mult. Acestea sunt tehnicități, în mod clar, dar practice, dacă dorim ca experimentul să demonstreze mai mult sau mai puțin exact echivalența gravității 1g și a accelerației de 1g.

## Principiul
Primul fizician care a postulat această echivalență a fost Einstein. El s-a folosit de așa-numitele "Gedankenexperimente" (expresie germană cu traducerea "experimente mentale"), experimente ce l-au făcut celebru.
Astfel, experimentul mental relevant în acest context a fost cel cu un călător într-un lift. Să presupunem că un om se găsește undeva în spațiu într-un lift fără geamuri. El se află în imponderabilitate, cu alte cuvinte asupra sistemului om-lift nu acționează nicio forță. Sunt imaginabile următoarele două situații:
- Liftul nimerește în câmpul gravitațional al unei planete (de exemplu în cel al Pământului), câmp caracterizat de accelerația gravitațională g = 9,81 m/sec². Călătorul se va simți atras spre podeaua liftului, simțindu-și greutatea proprie G egală cu m * 9,81 N.
- Liftul, dotat fiind cu un motor, începe să se miște în spațiul intergalactic (acolo unde nu acționează teoretic nicio forță asupra ansamblului om-lift), accelerând cu o accelerație fixă (de exemplu a = 9,81 m/sec²). Efectul pe care îl va simți călătorul va fi o atracție spre peretele opus sensului de mișcare, și anume cu forța F = m * 9,81 N.

Conform principiului echivalenței al lui Einstein, dacă cele două accelerații au aceleași valori, atunci călătorul nu poate discerne din interior în care anume situație se află (ori câmp gravitațional, ori în mișcare uniform accelerată), tocmai datorită faptului că există o echivalență totală (și conceptuală) între cele două mase (inerțială și gravitațională).
Principiul echivalenței a reunit două concepte în aparență similare (masa inerțială și masa grea), dar totuși diferite, până la apariția teoriei relativității generale.